# Konya Büyükşehir Belediyestadion
Het Konya Büyükşehir Belediyestadion (Konya Grootstedelijk Gemeentelijk Stadion) is een voetbalstadion in de Turkse stad Konya. Het is de thuishaven van voetbalclub Konyaspor en sinds 2015 speelt het Turks nationaal team geregeld wedstrijden in het stadion. Het stadion werd geopend in 2014 en heeft een capaciteit van 41.981 zitplaatsen. Het stadion vervangt het oude Konya Atatürkstadion. Voorheen heette het stadion Konya Büyükşehir Torku Arena, kortweg Torku Arena.

## Interlands
Het Turks voetbalelftal speelde op 3 september 2015 de eerste interland in het stadion.
| 1 | 3 september 2015 | Turkije – Letland   | 1 – 1 | EK 2016 kwalificatie     | 35.391 |
| 2 | 6 september 2015 | Turkije – Nederland | 3 – 0 | EK 2016 kwalificatie     | 41.007 |
| 3 | 13 oktober 2015  | Turkije – IJsland   | 1 – 0 | EK 2016 kwalificatie     | 39.404 |
| 4 | 6 oktober 2016   | Turkije – Oekraïne  | 2 – 2 | WK 2018 kwalificatie     | 36.714 |
| 5 | 17 november 2018 | Turkije – Zweden    | 0 – 1 | Nations League Divisie B | 37.425 |
| 6 | 8 juni 2019      | Turkije – Frankrijk | 2 – 0 | EK 2020 kwalificatie     | 36.783 |
| 7 | 29 maart 2022    | Turkije – Italië    | 2 – 3 | Vriendschappelijk        | 40.000 |
| 8 | 15 oktober 2023  | Turkije – Letland   | 4 – 0 | EK 2024 kwalificatie     | 35.925 |